# ディーター・ボーレン
ディーター・ボーレン（Dieter Bohlen, 1954年2月7日 - ）は、ドイツの歌手、音楽プロデューサー、作詞・作曲家。

## 略歴
- ニーダーザクセン州ベルネ出身で、オルデンブルクの学校に通っていた。
- 1984年に、歌手のトーマス・アンダースとモダン・トーキングを結成。音楽プロデューサーとしてその名が広く知られるようになる。
- 解散後は、自らのソロ・プロジェクト「Blue System」を立ち上げ、『My Bed Is Too Big』（1988年）、『Magic Symphony』（1989年）などをリリース。1998年解散。その後2003年まで、モダン・トーキングを再結成し活動した。
- 2012年にドイツ音楽作家賞最も成功した作品賞を受賞した[1]。

## 人物
- ドイツ語には二人称が二つあり、初対面や目上の相手などにはSie（あなた）、親しい間ではdu（きみ）を使うが、ボーレンは相手が誰であろうとduと呼ぶ。
- 1986年から1989年まで、ドイツの女性歌手C.C.キャッチ（C. C. Catch）を全面プロデュースした。その他、数々の歌手に楽曲を提供している。
- ドイツの人気オーディション番組『Deutschland sucht den Superstar』（ドイツはスーパースターを探している）では審査員を務める。
- 女好きで有名で、数々の女性と交際している。いずれもグラマラスな女性だということから「外見にしか興味がないのでは」などと言われている。そのためか、認知度は高いが好感度はあまり高いとは言えない。
- 『舞台裏』（Hinter den Kulissen ）という暴露本がベストセラーになったことがある。しかし、他の芸能人から「嘘や誤解を招く表現がある」として回収騒ぎになった。また、過去に交際していた女性に暴露本を書かれたこともある。
- 暴露本をもとに作られたアニメーション映画「Dieter - der Film」がある。元々テレビ番組の企画で作られたもので、ディーターの生い立ちやモダン・トーキング時代の秘話などが描かれている。多数の女性と交際していた様子もよく分かるが、きわどい描写が随所で見られるため評価は分かれる。